# Avió comercial

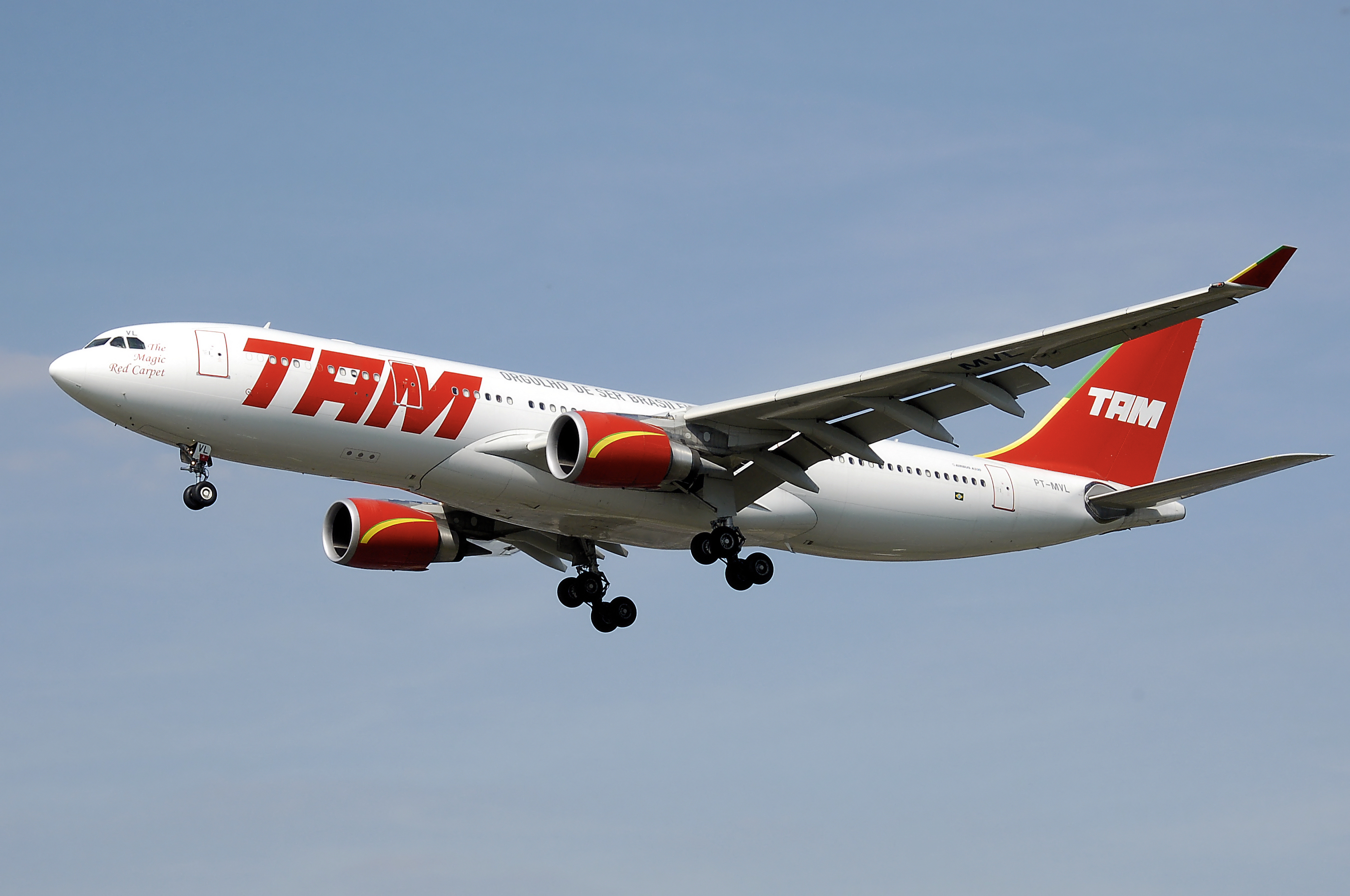
Un Airbus A330, avió comercial de fuselatge ample.

Un avió comercial o avió de línia és una aeronau explícitament projectada per al transport de passatgers. Aquest tipus d'avions solen ser operats per companyies aèries. Tot i que la definició d'avió comercial pot variar d'un país a un altre, normalment es defineix un avió comercial com un avió destinat a transportar diversos passatgers o càrrega en servei comercial. Els més grans d'ells són jets de cos ample que també s'anomenen de doble passadís perquè generalment tenen dos passadissos separats que van des de la part davantera fins a la part posterior de la cabina de passatgers. Normalment s'utilitzen per a vols de llarg recorregut entre els centres aèries i les principals ciutats. Una classe més petita i més comuna d'avions de línia és la de cos estret o d'un sol passadís. Aquests s'utilitzen generalment per a vols de curta i mitjana distància amb menys passatgers que els seus homòlegs de cos ample.
Els avions regionals solen tenir capacitat per a menys de 100 passatgers i poden ser propulsats per turboventiladors o turbohélices. Aquests avions de línia són els homòlegs no principals de les aeronaus més grans operades per les principals aerolínies, les aerolínies heretades i les aerolínies de bandera, i s'utilitzen per alimentar el trànsit als grans hubs aèris. Aquestes rutes regionals formen llavors els raigs d'un model de transport aeri de nucli i radi.
Els avions més lleugers dels avions de línia regionals de curt recorregut que transporten un petit nombre de passatgers s'anomenen avions de rodalies i taxis aeris, depenent de la seva mida, motors, com funcionen. es comercialitzen, regió del món i configuracions de seients. El Beechcraft 1900, per exemple, només té 19 seients.

## Tipus

### Avions d'un passadís o cos estret
Els avions de línia més comuns són els avions de cos estret, o d'un sol passadís. Els primers avions a reacció van ser de carrosseria estreta: l'inicial De Havilland Comet, el Boeing 707 i el seu competidor el Douglas DC-8. Van ser seguits per models més petits: el Douglas DC-9 i els seus derivats MD-80/MD-90/Boeing 717; els Boeing 727, 737 i 757 utilitzant la secció transversal de la cabina 707; o el Tupolev Tu-154, Ilyushin IL-18 i Ilyushin IL-62.
Els avions de línia estrets produïts actualment inclouen la família Airbus A220 i A320, Boeing 737 i la família Embraer E-Jet, que s'utilitzen generalment per a vols de mig recorregut amb entre 100 i 240 passatgers. Se'ls podria unir el Comac C919 en desenvolupament i l'Irkut MC-21. La família Airbus A320 és l'avió de cos estret més comprat.

### Avions de dos passadissos o de cos ample
Els avions de cos ample més grans, o de dos passadissos, ja que tenen dos passadissos separats a la cabina, s'utilitzen per a vols de llarg recorregut. El primer va ser el quadreactor Boeing 747, seguit dels trireactors: el Lockheed L-1011 i el Douglas DC-10, després el seu tram MD-11. Després es van introduir altres quadreactors: l'Ilyushin Il-86 i Il-96, l'Airbus A340 i l'A380 de dos pisos. També es van posar en servei els Twinjets: els Airbus A300/A310, A330 i A350; els 767, 777 i 787.

### Avions regionals
Els avions regionals tenen capacitat per a menys de 100 passatgers. Aquestes aeronaus més petites s'utilitzen sovint per alimentar el trànsit dels grans centres de connexió aèris a aeronaus més grans operades per les principals aerolínies, aerolínies heretades o de bandera; sovint compartint la mateixa lliurea. Els jets regionals inclouen les sèries Bombardier CRJ100/200 i Bombardier CRJ700, o la família Embraer ERJ. Els avions regionals turbohélices produïts actualment inclouen la sèrie Dash-8 i l'ATR 42/72.

### Avió de rodalies
Els avions lleugers es poden utilitzar com a petits avions de rodalies o com a taxis aeris. Els turbohélices dobles que transporten fins a 19 passatgers inclouen el Beechcraft 1900, Fairchild Metro, Jetstream 31, DHC-6 Twin Otter i l'Embraer EMB 110 Bandeirante. Els avions més petits inclouen els turbohélices d'un sol motor com el Cessna Caravan i el Pilatus PC-12; o avions bimotors de pistons fabricats per Cessna, Piper, Britten-Norman i Beechcraft. Normalment no tenen lavabos, pressurització, contenidors d'emmagatzematge superiors, seients reclinables o assistent de vol.

#### Hidroavions
Dins dels vols de rodalies hi ha una mena de serveis adaptats als hidroavions petits.
- Aztec Nomad[7]
- Viking Air[8]
- Dornier[9]
- ShinMaywa[10]
- Beriev[11]
- Aviat[12]
- Bombardier[13]
- Cessna[14]
- Seawind.[15]

Alguns avions antics, no fabricats actualment, encara volen esporàdicament transportant passatgers i càrrega.
- Piaggio P.136.[16]
- Grumman.[17]

## Les indústries productores
En la història de l'aviació unes poques indústries han dominat al mercat: l'americana Boeing, McDonnell Douglas (actualment part de Boeing) i la Lockheed Corporation, part de la Lockheed-Martin, que ja no es dedica a l'aviació civil; les russes Túpolev i Sukhoi, la rus-ucraïnesa Antónov, la multinacional europea Airbus i la Brasilera Embraer. Altres indústries conegudes són de Havilland Canada (ara part de Bombardier) i Fokker (declarada en fallida en el 1996), totes especialitzades en la construcció d'aeronaus turbohèlice.
En els últims anys les dues grans companyies aeronàutiques són: Boeing i Airbus.

## Els models
Els avions comercials neixen en els primers anys després de la Primera Guerra Mundial, quan tota l'experiència tècnica adquirida en la carrera d'armaments es pot aplicar a la construcció d'aeronaus dedicades al transport de persones. El primer avió en absolut en servei a passatgers va ser un A.I.G. J.II que el 5 de febrer assegurava un vol diari entre Berlín i Weimar. Des de llavors, l'aviació comercial es desenvolupa i impulsa la construcció d'aeronaus comercials cada vegada més veloços.

## Motors
Fins a l'inici de l'era dels jet, els motors de pistons eren habituals en propliners com el Douglas DC-3. Gairebé tots els avions moderns són propulsats per motors de turbina, ja siguin turboventiladors o turbohélices. Els motors de turbina de gas funcionen de manera eficient a altituds molt més altes, són més fiables que els motors de pistó i produeixen menys vibracions i sorolls. L'ús d'un tipus de combustible comú (carburant a base de querosè) és un altre avantatge.

## La configuració de bord

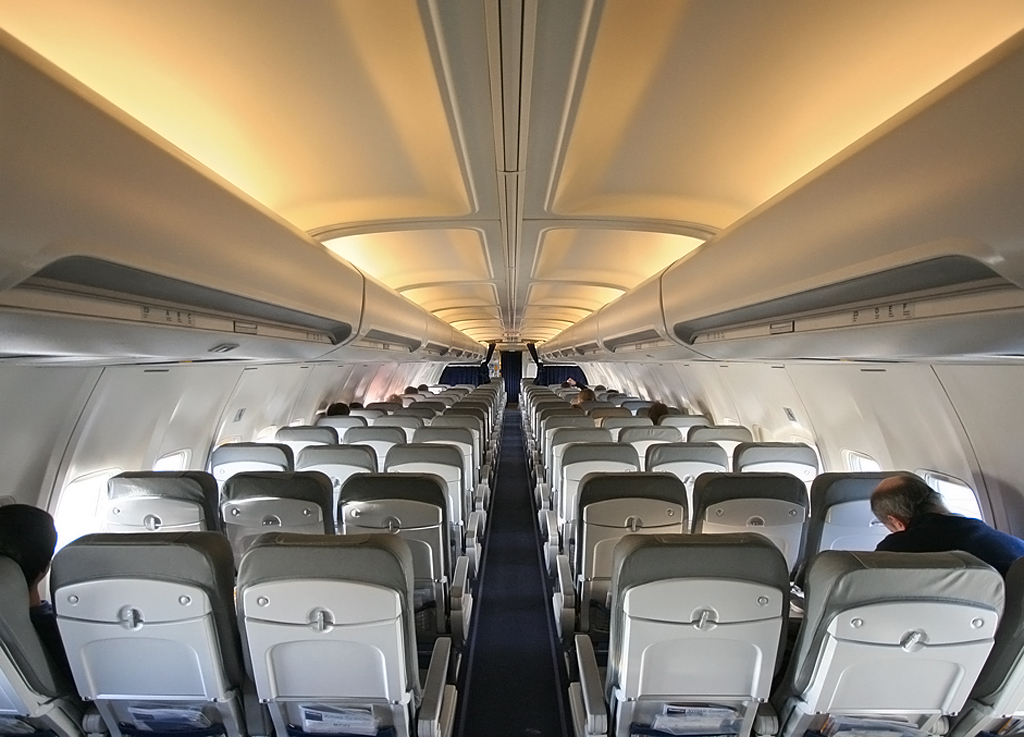
Cabina de passatgers típica d'un Boeing 737, classe econòmica amb 6 seients per filera i passadís central.

La disposició dels seients, la distància entre files o pitch i el tipus de classes és una decisió de l'aerolínia que opera l'avió. En general, aerolínies de bandera com Iberia mantindran una distribució en 2 o 3 classes depenent de la ruta, mentre que aerolínies de baix cost com easyJet o Ryanair preferiran l'economia d'un avió amb una sola classe.
Normalment es disposa de tres tipus de seient: primera classe, classe business i classe econòmica, d'alta densitat o turista; la diferència es deu a la col·locació dels llocs a bord, a l'espai disponible per a les cames i al tipus de servei ofert a bord. Per a vols nacionals s'utilitzen només dues classes: executiva i econòmica; mentre per a les rutes internacionals els vols ofereixen dues o tres classes.
La configuració de dues classes s'usa per exemple en Airbus A330, Boeing 767 i Boeing 777; i de tres en Boeing 747, Airbus A380.
Durant el vol, especialment internacionals, normalment se serveix menjar a bord, s'ofereix la possibilitat de veure una pel·lícula o escoltar música; en els últims anys els models més moderns proporcionen connexió a Internet o seguir la ruta de l'avió. La configuració de bord i els serveis a bord són no obstant a discreció de la companyia aèria que opera el vol.